# Коулдстрим (Охајо)
Коулдстрим (енгл. Coldstream) насељено је место без административног статуса у америчкој савезној држави Охајо.

## Демографија
По попису из 2010. године број становника је 1.173.
| Група             | 2000.    | 2010.         |
| Белци             | 0 (0,0%) | 1.104 (94,1%) |
| Афроамериканци    | 0 (0,0%) | 10 (0,9%)     |
| Азијати           | 0 (0,0%) | 21 (1,8%)     |
| Хиспаноамериканци | 0 (0,0%) | 29 (2,5%)     |
| Укупно            | 0        | 1.173         |